# Limousin (raza bovina)
La Limousin es una raza bovina originaria del sur de Francia, principalmente de la zona de Limousin.

## Características

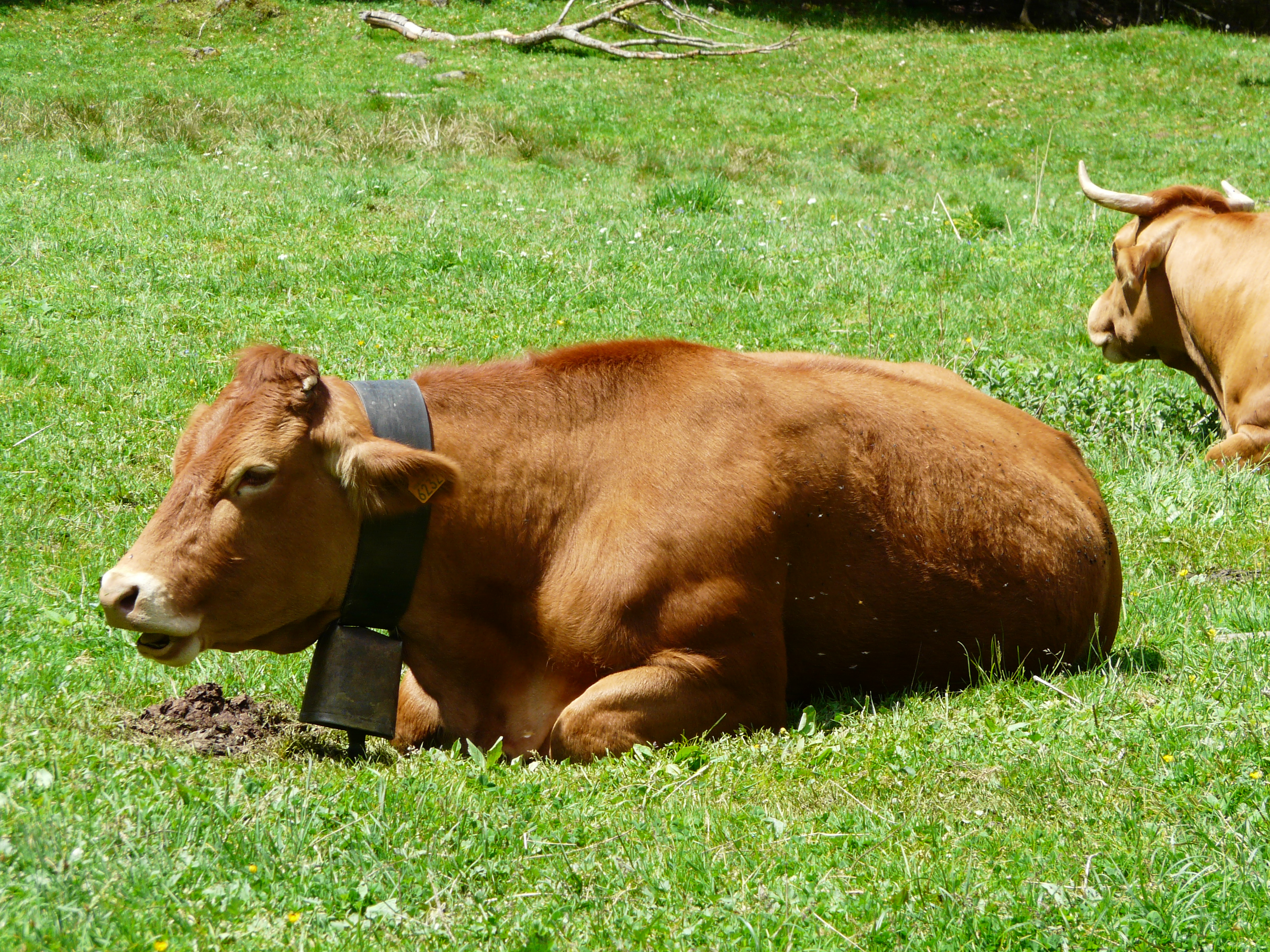
Ejemplar de vaca de raza limousin

La raza limousin tiene un pelaje o capa de color rojo alazán, que se aclara hacia las extremidades y en la zona interior del vientre. Los cuernos tienen forma elíptica y se insertan tras la nuca, y las mucosas tienen una tonalidad rosada. No poseen manchas. Tienen cabeza corta, frente y hocico anchos, cuello corto y un cuarto trasero bien definido.
Su carne se caracteriza por su rendimiento, su escasa cobertura de grasa y por su buena calidad.

### Fertilidad y facilidad de parto
La raza Limousin posee una tasa de gestación superior al 95%, siendo de casi el 100% en las hembras que paren por primera vez antes de los tres años de edad. Esto sucede debido a su buena capacidad para ser fecundadas, hecho que posibilita una regularidad en las pariciones, las cuales tienen un intervalo de trescientos setenta y cinco días en promedio. Las hembras son rústicas y fecundas, por lo que son consideradas de muy buena cualidad de cría; tienen un alto porcentaje de terneros destetados, que se eleva al 93%.
El toro engendra terneros livianos, los cuales facilitan el parto. Los utilizados para inseminación artificial producen semen en grandes cantidades y de buena calidad. En Colombia, son reconocidos como los creadores de los mejores novillos del mercado.
Las hembras de la raza tienen una gran facilidad de parto, debido a que engendran animales más ligeros, menores a treinta y cinco kilogramos para las hembras y cuarenta para los machos, ambos de raza pura. Esta raza presenta un 1% de partos difíciles. Los terneros recién nacidos no sufren ningún daño al nacer debido al gran tamaño de la cavidad púbica, por lo que el parto es normal y rápido y no lleva a la muerte postnatal. Los productores obtienen ganancias al momento de calcular la cantidad de kilos de carne que produce cada ternero por cada hembra.

### Longevidad
La vida productiva de la raza supera los diez años, con un promedio de siete partos por hembra; es por esto que es posible encontrar animales con una edad de diecisiete años y catorce crías.

## Historia de la raza
El hombre representó hace más de 7.000 años en la Cueva de Lascaux, cerca de Limoges, vacunos que son parecidos a las razas rubias de la región de Aquitania. A partir del siglo XVIII, los animales de la raza se distinguieron de éstas por su capacidad para el trabajo, debido a su rusticidad y a su gran desarrollo muscular. A pesar de que los suelos del centro-oeste de Francia, zona de origen de la especie, son graníticos y pobres y el clima es muy riguroso (hasta veinticinco centímetros de nieve en invierno y temperaturas superiores a los 40 °C en verano), la principal actividad del área era la crianza de bueyes y vacas, para utilizarlos como medios de tracción; solo se los destinaba a carnicería al terminar su vida útil.
Tras ganar concursos de carne limpia, la raza se orientó paulatinamente hacia la producción de carne. Hacia 1850 se organizaron los registros, los cuales estaban basados en una severa selección. Los concursos de faena son tradicionales en Francia y en ellos actúan como jurados carniceros, con una amplia experiencia en la materia. En la Argentina, los animales no suelen tener exceso de grasa, debido al buen sistema pastoril que posee ese país.

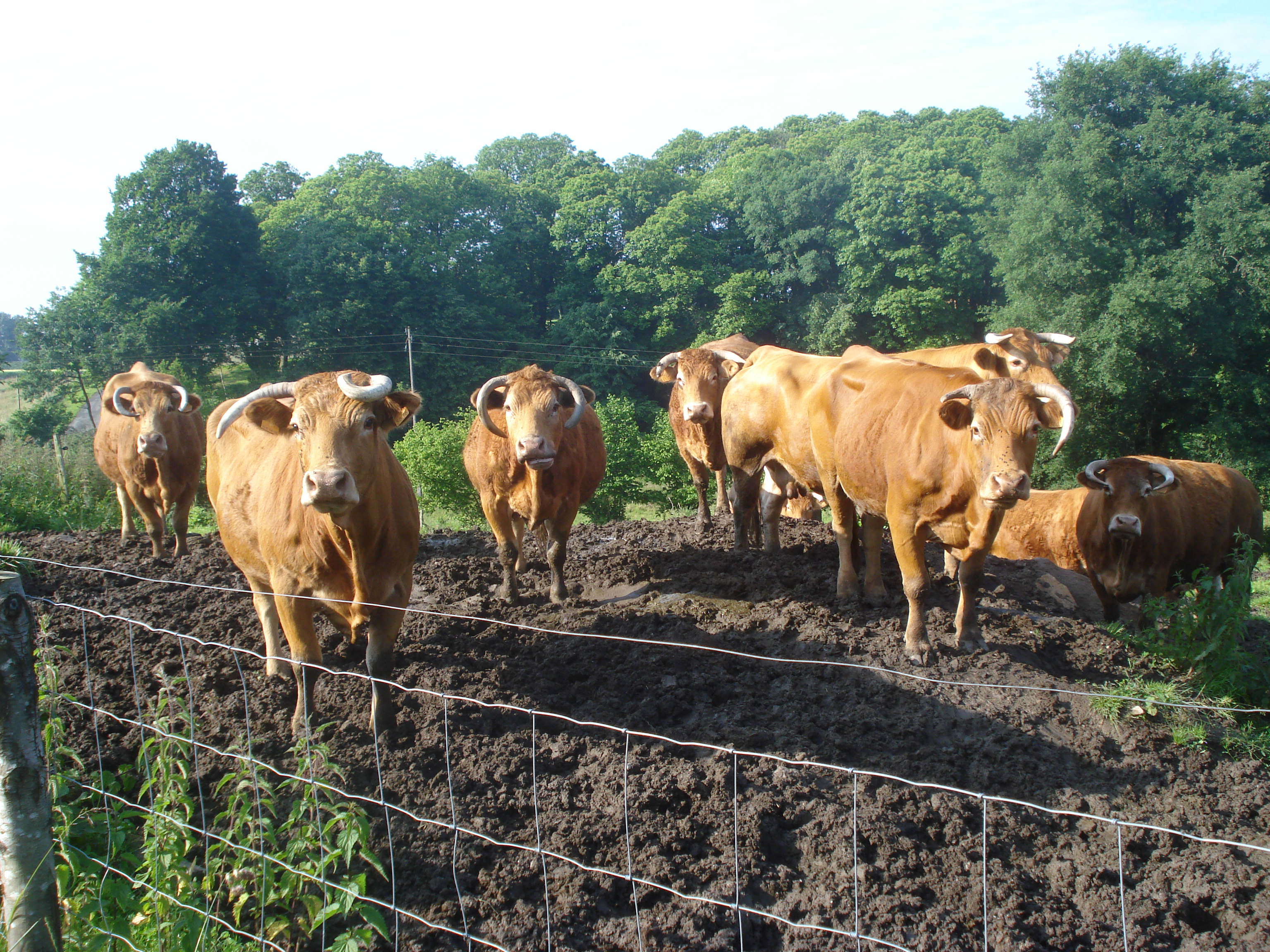
Grupo de vacas Limousin en la zona de Chamborand, en el departamento de Creuse, en Francia.

## Difusión
Debido a su adaptación a diversos climas y a las características de su carne, es la raza más utilizada en el mundo, y la número uno en Europa. En marzo de 1979 arribaron a Gran Bretaña los primeros animales y, a 2009, es la raza más utilizada en inseminación artificial, con el doble que la segunda y el cuádruple que la Aberdeen Angus, la principal raza británica. Además, es la principal raza utilizada para realizar cruzamientos en Estados Unidos.
En Tailandia, esta raza es utilizada para realizar cruzamientos con el cebú y la carne es comercializada bajo el nombre de Limousin Francothai. La raza limousin también se ha adaptado a zonas con clima tropical, como Nueva Caledonia y Zaire.
En Hungría, el gobierno oficializó el uso de esta raza en todo vientre que no se encuentre destinado a reponer ganado lechero. Además, es utilizada como la principal raza mejorada en China, por sobre el ganado continental y la raza Holstein.
En la República Argentina comenzó a difundirse en la década de 1960, y es principalmente utilizada para realizar cruzamientos, debido a su gran aporte de carne. La primera entidad de la raza creada fuera de Francia, su país de origen, fue la Asociación Argentina de Criadores de Limousin.
En el año 1984, llegaron a Colombia los primeros embriones y, en 1988, se importaron los primeros ejemplares, provenientes de Canadá. Estos arribaron a las zonas de Antioquia y Sabana de Bogotá, donde tuvieron una buena adaptación, hecho que permitió su propagación por todas las áreas ganaderas colombianas.
En 1985 se fundó la Asociación Colombiana de Criadores de Ganado Limousin (ASOLIMOUSIN), que reúne a los ganaderos que trabajan con la especie. Los objetivos de la asociación son el mejoramiento, la selección y la propagación de la raza y sus cruces.